# Phaegoptera fusca
Phaegoptera fusca là một loài bướm đêm thuộc phân họ Arctiinae, họ Erebidae.